# Centro de Cálculo de la Universidad de Madrid
El Centro de Cálculo de la Universidad de Madrid fue creado el 13 de enero de 1966 tras un acuerdo entre esta Universidad e IBM. El equipo electrónico cedido por IBM estaba compuesto por una calculadora IBM 7090 con capacidad lectora de 250 tarjetas por minuto, una calculadora IBM 1401, una impresora capaz de imprimir 600 líneas por minuto y equipo auxiliar. El edificio, sobrio y racionalista de dos plantas fue construido en 1966 y diseñado por el arquitecto Miguel Fisac. La informática en España era incipiente y se creó con la función específica de la utilización de las nuevas técnicas automáticas en la investigación y en la enseñanza y su impulsión en el ámbito nacional. Sus servicios de cálculo están abiertos para tareas no rutinarias a todas las Universidades. Su primer director fue Florentino Briones (1968-1973) y subdirector Ernesto García Camarero (1968-1973), quien después pasó a ocupar la dirección (1973-1982). Aparte del servicio de cálculo para los departamentos de la Universidad, se crearon varios seminarios para investigar el uso de las nuevas técnicas de cálculo automático en la lingüística, la arquitectura, la enseñanza, el arte y otros. 
Destacó entre sus Seminarios el Seminario de Generación Automática de Formas Plásticas, donde artistas plásticos, ingenieros, arquitectos y programadores compartieron una experiencia pionera del Net-art. Entre ellos: Eduardo Arrechea, Florentino Briones, Ernesto Garcia Camarero, Guillermo Searle, Ana Buenaventura, Javier Seguí de la Riva, Domingo Sarrey, José Luis Alexanco,  Elena Asins, Barbadillo,  Luis Lugán, Manolo Quejido, Eduardo Sanz, Soledad Sevilla, Eusebio Sempere y José María López Yturralde.
De diciembre de 1968 a diciembre de 1981 publicó un boletín de periodicidad variable que recibió los siguientes títulos a lo largo de su vida editorial: Seminarios y Conferencias (diciembre de 1968-junio de 1969), Boletín del Centro de Cálculo de la Universidad de Madrid (noviembre de 1969-enero de 1974) y Boletín del Centro de Cálculo de la Universidad Complutense (diciembre de 1974-diciembre de 1981).
Los fondos bibliográficos producidos y reunidos por esta entidad durante sus años activos se incorporaron en 2003 a la Biblioteca de la Facultad de Informática (Universidad Complutense de Madrid).